# Leptodea leptodon
Leptodea leptodon är en musselart som först beskrevs av Rafinesque 1820.  Leptodea leptodon ingår i släktet Leptodea och familjen målarmusslor. IUCN kategoriserar arten globalt som nära hotad. Inga underarter finns listade i Catalogue of Life.

## Bildgalleri

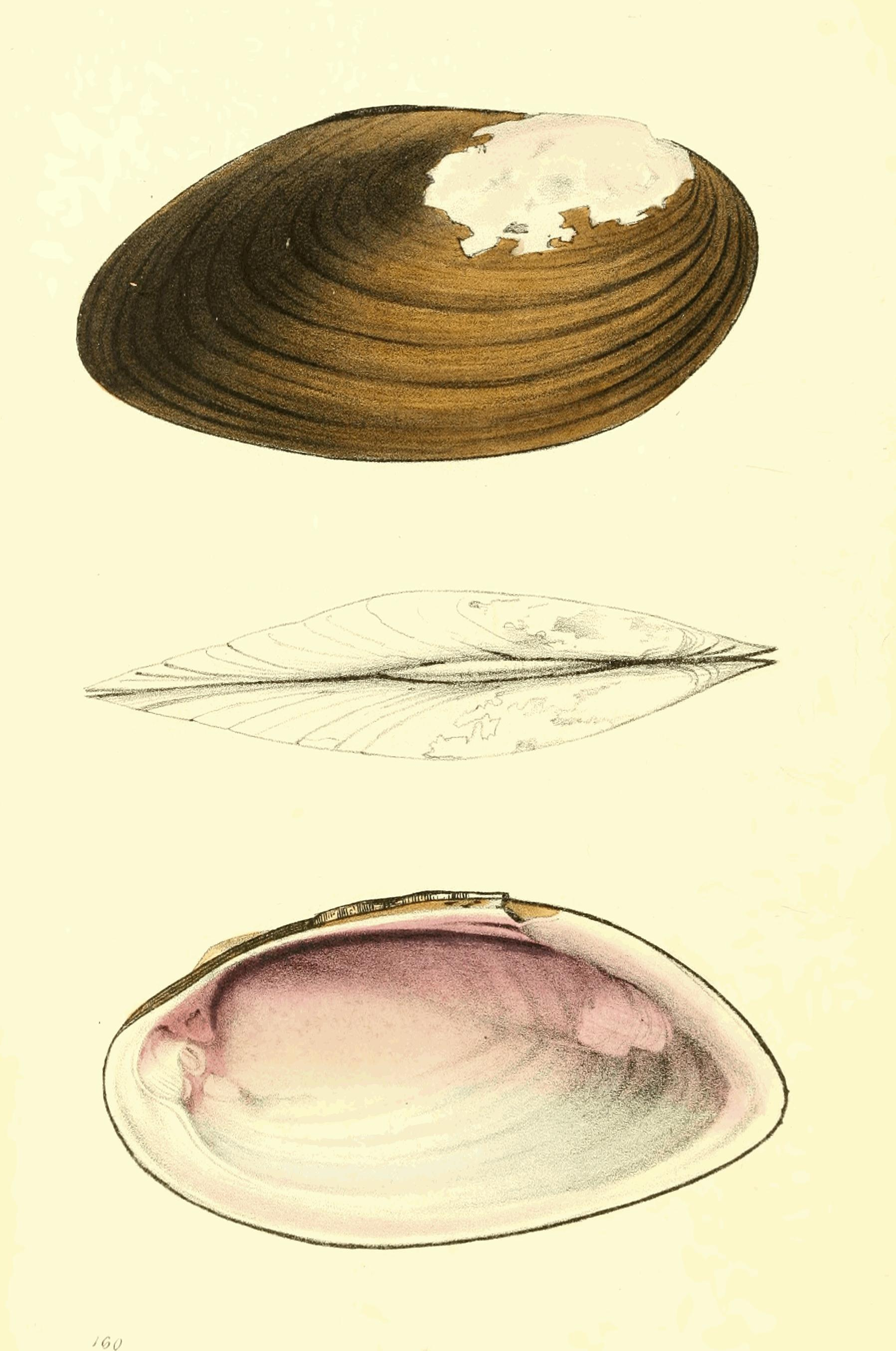